# 拉多 (南苏丹)
拉多（Lado）南苏丹中赤道州一个小型定居点，位于首都朱巴以北的白尼罗河西岸。
1874年，查理·乔治·戈登担任赤道省总督时，应该地具有较为宜人的气候而将首府从冈多科罗迁至此地。该地曾一度成为刚果自由邦拉多飞地的首府。俄罗斯探险家威廉·容克在穿越非洲时，曾于1884年抵达拉多，他称赞当地的砖房和整洁的街道。

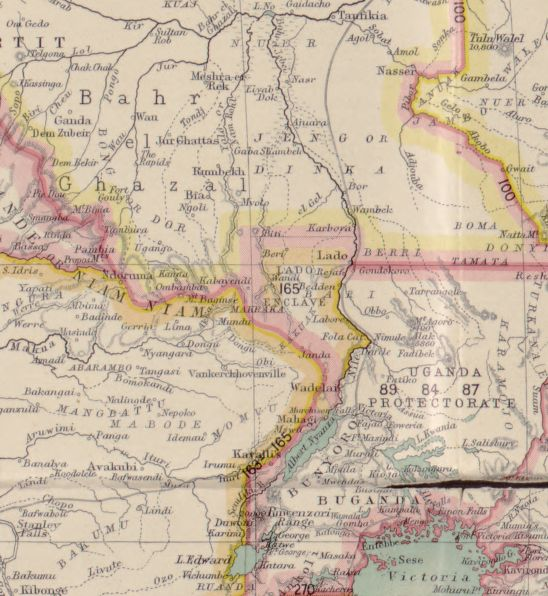
拉多飞地地图

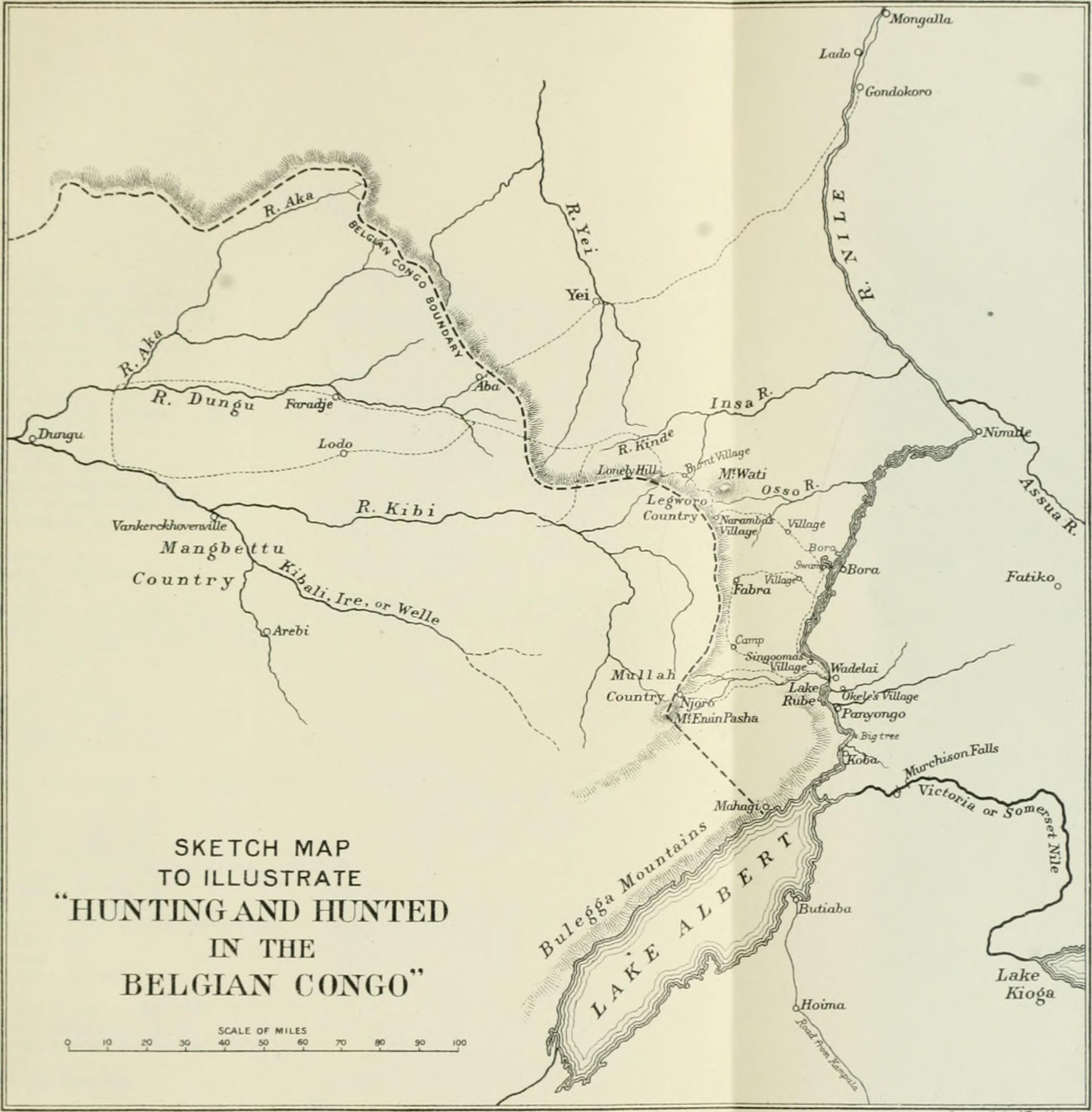
地图显示位于冈多科罗和蒙加拉之间的拉多